# Специальная марка

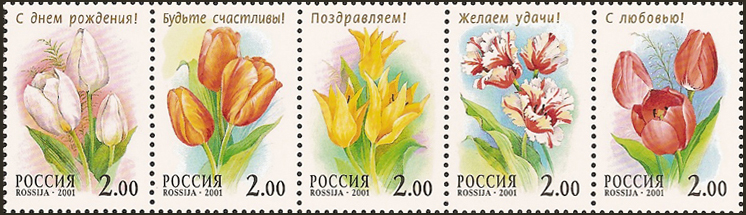
Горизонтальная полоска (серия) из пяти праздничных марок с изображением разных сортов тюльпанов (Россия, 2001)

Специа́льная ма́рка (англ. special stamp) — вид почтовых марок, как правило, предназначенных для использования по часто повторяющимся специальным поводам и праздникам. Наиболее известным примером таких марок служат рождественские марки с поздравительными рисунками, которые в больших количествах используются для пересылки поздравительных открыток, но в последние годы появился ряд других их видов.
Отличия специальных марок от стандартных марок и памятных марок сложно определить точно: подобно стандартным маркам это «марки-трудяги», которые печатаются в больших объёмах и в основном используются на почтовых отправлениях, но вместе с тем они также посвящены памятным событиям и имеют более привлекательный и лучше проработанный дизайн. В отличие от памятных марок, они выпускаются за несколько недель до того события, которому посвящены, с тем, чтобы были в наличии в течение всего соответствующего периода.
Помимо Рождества, выпуском специальных марок были отмечены многие другие праздники: Япония уже давно выпускает новогодние марки для почтовых карточек. Её примеру последовали другие страны, в том числе СССР и Россия. Многие государства также выпускают марки по случаю дня своей независимости, Дня ООН и других официальных праздничных дней, хотя такие праздничные марки скорее похожи на памятные марки: население этих стран обычно не отправляет поздравительные открытки или письма по этому поводу.
Рисунок любовных марок посвящён теме любви. В США они были впервые выпущены в 1973 году. Как правило, их выход приурочен ко времени перед Днём святого Валентина, но их также в течение всего года наклеивают для франкировки рассылаемых свадебных приглашений.
Великобритания и США выпускали различные марки для поздравительных открыток (greeting card) с лозунгами, повторяющими стандартные темы открыток, такими как «Happy Birthday!» (С днём рождения!) и «Get Well!» (Будь здоров!). Похоже, что они не пользовались особым успехом и не часто встречаются погашенными на почтовых отправлениях.